# Viola kitamiana
Viola kitamiana är en violväxtart som beskrevs av Takenoshin Nakai. Viola kitamiana ingår i släktet violer, och familjen violväxter. Inga underarter finns listade i Catalogue of Life.